# Take Me Back to Eden
Take Me Back to Eden — третій студійний альбом анонімного англійського рок-гурту Sleep Token. Продюсований фронтменом гурту Весселом разом із Карлом Бауном (вперше гурт спродюсував альбом без свого попереднього продюсера Джорджа Левера), він був випущений 19 травня 2023 року лейблом Spinefarm Records. Альбом є завершальною частиною трилогії, до якої також увійшли перший і другий альбоми гурту, Sundowning і This Place Will Become Your Tomb.
Шість пісень з Take Me Back to Eden були випущені як сингли: «Chokehold», «The Summoning», «Granite», «Aqua Regia», «Vore» і «DYWTYLM».
Хоча відгуки критиків на альбом були неоднозначними, він дебютував на 3 місці в британському чарті альбомів і в топ-20 у США.

## Передісторія
Sleep Token випустили перші дві пісні зі свого поки що неназваного третього альбому, «Chokehold» і «The Summoning», 5 і 6 січня 2023 року відповідно. За ними виникнули «Granite» і «Aqua Regia» 19 і 20 січня відповідно. Велика кількість релізів призвела до стрімкого зростання популярності гурту, який на початку січня мав «менше 300 000 слухачів на Spotify щомісяця», а наприкінці місяця — понад 1,58 мільйона слухачів. «The Summoning», зокрема, стала однією з найпопулярніших пісень Sleep Token на сьогодні, досягнувши 1 місця в чарті Spotify Top 50 Viral Songs, а також отримавши понад 1 мільйон переглядів на YouTube протягом двох тижнів. Вона також стала першою піснею гурту, яка потрапила до офіційних чартів Великої Британії та США, досягнувши 14 місця в UK Rock & Metal Singles Chart, 26 місця в чарті Billboard Hot Rock & Alternative Songs і 2 місця в чарті Billboard Hard Rock Digital Song Sales.
Take Me Back to Eden був офіційно анонсований 16 лютого 2023 року, одночасно з релізом п'ятого синглу «Vore». В анонсі альбом був описаний як «третя частина трилогії, вражаюча глава, що завершує сагу про Sleep Token, яка серйозно стартувала з дебютним альбомом Sundowning . «DYWTYLM» був випущений як шостий попередній трек з альбому 23 квітня 2023 року.

## Композиція
Альбом поєднує в собі елементи різних жанрів, зокрема фанк, електроніку, поп, R&B, прогресив-метал, джент, металкор, і блюз.

## Критика
Take Me Back to Eden отримав полярні відгуки від музичних критиків. На сайті Metacritic, який присвоює рецензіям з професійних видань нормалізований рейтинг зі 100, альбом отримав середній бал 60 на основі семи рецензій, що означає «змішані або середні відгуки».
У п'ятизірковій рецензії для NME Емма Вілкс описала альбом як «амбітний, емоційний моноліт з усіма ознаками майбутнього класичного статусу», високо оцінивши його «непередбачуваність» і використання декількох музичних стилів. У чотиризірковій рецензії для Metal Hammer Денні Лейверс описав Take Me Back to Eden як «альбом, який не тільки розширює всесвіт гурту і продовжує розширювати межі металу, але і замислюється над тим, що означає бути людиною», вважаючи, що це «найсильніша робота Sleep Token на сьогоднішній день».
Імс Тейлор з Clash стверджував, що хоча «деякі моменти вражають», Take Me Back to Eden — це «альбом, який підводить надмірна поблажливість», припускаючи, що на платівці занадто багато пісень, які «тягнуться довше, ніж потрібно». Аналогічно, Еліот Берр з The Line of Best Fit поскаржився, що Take Me Back to Eden «має тенденцію тягнути за собою хлібно-масляні формули», завершуючи свою рецензію 6/10 припущенням, що він «не може бути революційним у своїй музиці або пантомімі, з деякими очевидними помилками».

### Відзнаки
Наприкінці 2023 року «Take Me Back to Eden» увійшов до списків музичних видань за підсумками року:
| Публікація        | Список                                                      | ранг      | посилання |
| ----------------- | ----------------------------------------------------------- | --------- | --------- |
| Alternative Press | 5 найкращих альбомів 2023 року (голосування читачів)        | #5        | [ 27 ]    |
| Alternative Press | 50 найкращих альбомів 2023 року (голосування авторів)       | unordered | [ 28 ]    |
| Керранг!          | 50 найкращих альбомів 2023 року                             | #3        | [ 29 ]    |
| Metal Hammer      | 50 найкращих метал-альбомів 2023 року (голосування читачів) | #1        | [ 30 ]    |
| Metal Hammer      | 50 найкращих метал-альбомів 2023 року (голосування авторів) | #4        | [ 31 ]    |
| Metal Injection   | 20 найкращих альбомів 2023 року                             | #5        | [ 32 ]    |
| NME               | Найкращі альбоми 2023 року                                  | #21       | [ 33 ]    |
| Revolver          | 5 найкращих альбомів 2023 року (голосування читачів)        | #1        | [ 34 ]    |
| Revolver          | 30 найкращих альбомів 2023 року (голосування авторів)       | #1        | [ 35 ]    |
| Rock Sound        | 50 найкращих альбомів 2023 року                             | #1        | [ 36 ]    |

## Персонал
- Vessel — вокал, гітара, бас, клавішні, синтезатори, продюсування
- II — барабани
- Карл Боун — виробництво, інженерія
- Ste Kerry — мастеринг

| Chart (2023—2024)                                  | Peak position |
| -------------------------------------------------- | ------------- |
| Australian Albums (ARIA)                           | 3             |
| Австрія Austrian Albums (Ö3 Austria)               | 12            |
| Бельгія Belgian Albums (Ultratop Flanders)         | 47            |
| Бельгія Belgian Albums (Ultratop Wallonia)         | 84            |
| Canadian Albums (Billboard)                        | 69            |
| Нідерланди Dutch Albums (MegaCharts)               | 36            |
| Фінляндія Finnish Albums (Suomen virallinen lista) | 37            |
| Франція French Albums (SNEP)                       | 133           |
| Німеччина German Albums (Offizielle Top 100)       | 5             |
| New Zealand Albums (RMNZ)                          | 12            |
| Шотландія Scottish Albums (OCC)                    | 4             |
| Швейцарія Swiss Albums (Schweizer Hitparade)       | 24            |
| Велика Британія UK Albums (OCC)                    | 3             |
| Велика Британія UK Rock & Metal Albums (OCC)       | 2             |
| US Billboard 200                                   | 16            |
| US Independent Albums (Billboard)                  | 4             |
| US Top Alternative Albums (Billboard)              | 2             |
| US Top Hard Rock Albums (Billboard)                | 2             |
| US Top Rock Albums (Billboard)                     | 4             |

| Chart (2023)                        | Position |
| ----------------------------------- | -------- |
| UK Cassette Albums (OCC)            | 7        |
| US Top Hard Rock Albums (Billboard) | 23       |

- Take Me Back to Eden на Discogs (список релізів)